# Masashi Miyazawa
Masashi Miyazawa (japanisch 宮沢 正史 Miyazawa Masashi; * 24. April 1978 in der Präfektur Yamanashi) ist ein ehemaliger japanischer Fußballspieler.

## Karriere
Miyazawa erlernte das Fußballspielen in der Schulmannschaft der Teikyo Daisan High School und der Universitätsmannschaft der Chūō-Universität. Seinen ersten Vertrag unterschrieb er 2001 bei den FC Tokyo. Der Verein spielte in der höchsten Liga des Landes, der J1 League. 2004 gewann er mit dem Verein den J.League Cup. Für den Verein absolvierte er 112 Erstligaspiele. 2007 wechselte er zum Ligakonkurrenten Ōita Trinita. 2008 wurde er an den Zweitligisten Vegalta Sendai ausgeliehen. 2009 kehrte er zu Ōita Trinita zurück. Am Ende der Saison 2009 stieg der Verein in die J2 League ab. Am Ende der Saison 2012 stieg der Verein wieder in die J1 League auf. Für den Verein absolvierte er 145 Spiele. 2014 wechselte er zum Zweitligisten FC Gifu. Für den Verein absolvierte er 46 Spiele. Ende 2015 beendete er seine Karriere als Fußballspieler.

## Erfolge
FC Tokyo
- J.League Cup

Sieger: 2004